# Асбйорн Сунде
Асбйорн Едвін Сунде (12 грудня 1909 — 23 квітня 1985) — норвезький політик від Комуністичної партії Норвегії, комуністичний партизан під час громадянської війни в Іспанії, диверсант проти нацистської окупації Норвегії під час Другої світової війни та засуджений радянський шпигун. Під час Другої світової війни, з 1941 по 1944 рік, група Сунде, група Освальда, здійснила приблизно 39 актів саботажу та вбивств проти німецьких окупаційних військ і норвезьких колабораціоністів. У 1954 році Апеляційний суд Ейдсівітанга визнав його винним у державній зраді та шпигунстві на користь Радянського Союзу та засудив до восьми років ув'язнення. Він був звільнений з в'язниці в 1959 році, відбувши дві третини терміну покарання. У 1970 році його виключили з Комуністичної партії Норвегії.

## Ранні роки
Сунде відслужив 30 місяців у Королівському флоті Норвегії, піднявшись до унтер-офіцера в 1930 році. Він пройшов підготовку як першого помічника капітана, штурмана та стрільця. Був одружений, мав одного сина. Кілька років він плавав на норвезькому торговому флоті. У роки, що передували Другій світовій війні, Сунде приєднався до Комуністичної партії Норвегії, писав для комуністичної щоденної газети Arbeideren і брав участь у роботі з допомоги та підтримки робітників і безробітних у своєму рідному місті Гортен.

## Ліга Вольвебера
З 1938 року він був лідером норвезького відділення таємної диверсійної організації Ернста Вольвебера, дії якої були спрямовані проти контрольованого фашистами судноплавства. Волльвеберська ліга була створена за ініціативою радянського НКВС.

## Друга Світова війна
Після нападу Німеччини на Радянський Союз у червні 1941 року група Сунде почала диверсійну діяльність у Норвегії. Група, яка складалася переважно з матросів, докерів та промислових робітників, була відповідальна за близько 39 відомих акцій між липнем 1941 та липнем 1944 років, домінуючи в диверсійній діяльності в Норвегії протягом цього періоду. Одним із прихованих імен Сунде був Освальд, і його група стала відомою як Група Освальда (Osvald-gruppen). Основним районом дій групи був Бускеруд.
За словами історика Ларса Боргерсруда, слава Сунде як агресивного та сміливого диверсанта спонукала інші організації опору звертатися до нього для виконання особливо делікатних місій[8], зокрема вбивств. Після нападу на офіси державної поліції в Осло та Акері 21 серпня 1942 року було запропоновано винагороду в 50 000 норвезьких крон за інформацію, яка призведе до його захоплення.

## Післявоєнна діяльність
Після війни Сунде написав книгу Menn i mørket (1947) (Люди в темряві), описуючи свою діяльність під час війни.Сунде отримав нагороду від норвезького уряду.
У 2013 році тодішній міністр оборони відзначив 8 учасників — із 17, які ще живі. Сунде та його організація отримали нагороду та визнання Радянського Союзу за їхній внесок під час війни.
Більш відомий і визнаний партизан Гуннар Сенстебі безуспішно виступав за надання Сунде військової пенсії, яку отримували як торгові моряки, так і військова гілка опору.
Зунде грав центральну роль у внутрішніх конфліктах Комуністичної партії Норвегії наприкінці 1940-х років. Кульмінацією боротьби стало вигнання колишнього голови Педера Фуруботна та низки інших так званих «тітоїстів» у 1949/1950 роках.

## Засудження за державну зраду та шпигунство
З 1949 року Норвезьке агентство поліцейського нагляду почало операцію зі спостереження за Сунде, що призвело до його арешту через п'ять років за підозрою в шпигунстві. У 1954 році Сунде був засуджений за державну зраду та шпигунство на користь Радянського Союзу та засуджений до 8 років ув'язнення. Відбувши дві третини свого терміну, він був умовно-достроково звільнений з в'язниці в 1959 році. Після умовно-дострокового звільнення він жив спокійним життям.
Тер'є Ранес, який зіграв Сунде у фільмі 2015 року, сказав, що Сунде «був сталінським прихильником жорсткої лінії, але навколо судового процесу проти нього багато питань».